# Bud Collyer
Bud Collyer - né Clayton Johnson Heermance Jr. - est un acteur américain né le 18 juin 1908 à New York, New York (États-Unis), décédé le 8 septembre 1969 à Greenwich dans le Connecticut.

## Biographie
Il est le frère de l'actrice June Collyer (1906-1968). Il épouse Heloise Law Green avec qui il aura trois enfants :   Patricia, Cynthia Ann et  Michael. En 1940, il interprète le rôle de Superman dans la série radiophonique éponyme ainsi que dans les courts-métrages des Studios Fleischer. Il incarnera ce rôle jusqu'en 1951 lorsque la série est arrêtée. Il épouse en 1946, l'actrice de cinéma de Série B, Marian Shockley qui interprétera le rôle de la secrétaire de Ellery dans la série radiophonique Les aventures de Ellery Queen.

## Radio
- 1941 : Superman : Clark Kent - Superman (voix)
- 1941 : The Mechanical Monsters : Superman / Clark Kent / Scientist (voix)
- 1942 : Billion Dollar Limited : Superman / Clark Kent / Gangster (voix)
- 1942 : The Arctic Giant : Clark Kent / Superman (voix)
- 1942 : The Bulleteers : Superman / Clark Kent / Bulleteer (voix)
- 1942 : The Magnetic Telescope : Superman / Clark Kent / Mad Scientist (voix)
- 1942 : Electric Earthquake : Clark Kent / Superman (voix)
- 1942 : Volcano : Clark Kent / Superman (voix)
- 1942 : Terror on the Midway : Clark Kent / Superman (voix)
- 1942 : Japoteurs : Superman / Clark Kent / Japanese Hijacker (voix)
- 1942 : Showdown : Clark Kent / Superman (voix)
- 1942 : Eleventh Hour : Clark Kent / Superman (voix)
- 1942 : Destruction Inc. : Clark Kent / Superman (voix)
- 1943 : The Mummy Strikes : Clark Kent / Superman (voix)
- 1943 : Jungle Drums : Clark Kent / Superman (voix)
- 1943 : The Underground World : Clark Kent / Superman (voix)
- 1943 : Secret Agent : Superman / Nazi Saboteurs (voix)

## Télévision

### Comme acteur
- 1949 : Talent Jackpot (série télévisée) : Assistant
- 1953 : On Your Way (série télévisée) : Host (DuMont version)
- 1953 : Talent Patrol (série télévisée) : Emcee (1953)
- 1954 : Feather Your Nest (série télévisée) : Host
- 1961 : Number Please (série télévisée) : Host
- 1966 : The New Adventures of Superman (série télévisée) : Clark Kent  /  ... (unknown episodes)
- 1967 : The Superman/Aquaman Hour of Adventure (série télévisée) : Superman (Clark Kent) (unknown episodes)
- 1968 : Aquaman (série télévisée) : Superman (voix)
- 1968 : The Batman/Superman Hour (série télévisée) : Superman (Clark Kent) (unknown episodes)

### comme réalisateur
- 1959 : The 13th Annual Tony Awards (TV)